# 円運動
円運動（えんうんどう、英: circular motion）とは、物体の軌道が円を描くような運動である。

## 等速円運動

### 等速円運動の運動方程式
物体が xy 平面上で原点 O を中心とする半径 r の円運動を行うとする。
物体の位置を点Pとした時の、x軸とOPのなす角を {\displaystyle \theta } とすれば、物体の x、y 座標は、
{\displaystyle x=r\cos \theta ,\ y=r\sin \theta \,} … (1-i)
となる。(1-i) 式を時間tで微分すると、
{\displaystyle {dx \over dt}=-r{\dot {\theta }}\sin \theta ,\ {dy \over dt}=r{\dot {\theta }}\cos \theta } … (1-ii)
が得られる。{\displaystyle {\dot {\theta }}} のことを角速度という。{\displaystyle {\dot {\theta }}} が一定な円運動を等速円運動という。この一定値を {\displaystyle \omega } とすれば、{\displaystyle {\dot {\theta }}=\omega } から {\displaystyle \theta =\omega t+\alpha }（時間ｔ について積分している。{\displaystyle \alpha } はいわゆる積分定数で、物理でいうと初期条件であり、この場合は初期位相）といえる。(1-i)、(1-ii) より、
{\displaystyle x=r\cos(\omega t+\alpha ),\ y=r\sin(\omega t+\alpha )} … (1-iii)
{\displaystyle {\dot {x}}=-r\omega \sin(\omega t+\alpha ),\ {\dot {y}}=r\omega \cos(\omega t+\alpha )} … (1-iv)
となり、(1-iv) から物体の速さ v は x 、y それぞれの速度成分を {\displaystyle v_{x}}, {\displaystyle v_{y}} とすると、
{\displaystyle {\begin{cases}v_{x}=-r\omega \sin(\omega t+\alpha )\\v_{y}=r\omega \cos(\omega t+\alpha )\end{cases}}} … (1-v)
と表すことができ、{\displaystyle \mathbf {v} ^{2}=v_{x}^{2}+v_{y}^{2}} であるので、(1-v) より、{\displaystyle \mathbf {v} ^{2}=r^{2}\omega ^{2}} が得られる。したがって、v は次のように表される。
{\displaystyle |\mathbf {v} |=r\left|\omega \right|} … (1-vi)
(1-v) をさらに t で微分すると、
{\displaystyle {d^{2}x \over dt^{2}}=-\omega ^{2}x,\ {d^{2}y \over dt^{2}}=-\omega ^{2}y} … (1-vii)
加速度 a は、{\displaystyle \mathbf {a} ^{2}=a_{x}^{2}+a_{y}^{2}} と表されるので、a と半径 r には次の関係が成り立つ。
{\displaystyle |\mathbf {a} |=\omega ^{2}r\,} … (1-viii)。

### 等速円運動の向心力
物体に働く力 F は、質量をm、加速度をaとすると、ニュートンの運動の第二法則により、{\displaystyle F=ma} と書けるので、(1-viii) からわかるように、物体には円（半径 r）の中心に向って大きさ
{\displaystyle F=m\omega ^{2}r} … (1-viii)
の力が働く。

### 等速円運動の物理
物体が円軌道を一周するのに要する時間を周期 T といい、角速度をωとするとT は
{\displaystyle T={2\pi  \over \omega }} … (1-ix)
とあらわされる。また、単位時間当たりに回転する回数を回転速度(あるいは角振動数) f といい、f は
{\displaystyle f={\omega  \over 2\pi }} … (1-x)。
(1-ix) 式より、(1-x) 式は
{\displaystyle f={1 \over T}} … (1-xi)
とあらわされる。

### 振動運動との対応
回転運動を回転面上の観測者が真横から見ると物体は単振動しているように見える。あるいは、物体のｘ座標とｙ座標は互いに位相が90度=π/２ずれた単振動を行っている。
振動運動では回転速度のことを周波数または振動数と呼ぶ。

## 非等速円運動
物体が半径一定で等速ではない円運動をする場合、物体にはたらく力は円の中心を向かず、
速度{\displaystyle v}も角速度{\displaystyle \omega }も一定値にはならない。
すなわち、等速円運動のように向心力方向の運動方程式だけではなく、
接線方向の運動方程式も存在することに注意することが必要である。

### 速度の導出
(1-ii)より、
{\displaystyle \mathbf {v} =r{\dot {\theta }}\left(-\sin \theta ,\cos \theta \right)} … (2-i)
と、まとめることができるので、大きさ{\displaystyle |\mathbf {v} |}は
{\displaystyle |\mathbf {v} |=r|{\dot {\theta }}|} … (2-ii)
である。
また、速度の方向を求めるために、速度ベクトルと位置ベクトルの内積をとると
{\displaystyle \mathbf {v} \cdot \mathbf {r} =(-r{\dot {\theta }}\sin \theta )\cdot (r\cos \theta )+(r{\dot {\theta }}\cos \theta )\cdot (r\sin \theta )=0} … (2-iii)
であるため、位置ベクトルと直交する方向、すなわち接線方向であることが分かる。
同時に、向心方向の速度成分が{\displaystyle 0}であることも分かるが、
これは円運動の半径が変化しないことから自明である。

### 加速度の導出
次に加速度{\displaystyle \mathbf {a} }を導出する。
{\displaystyle \theta }は時間{\displaystyle t}の関数であることに注意して、
(1-ii)をさらに時間{\displaystyle t}で微分すると、
{\displaystyle {d^{2}x \over dt^{2}}=-r{\dot {\theta }}^{2}\cos \theta -r{\ddot {\theta }}\sin \theta ,\ {d^{2}y \over dt^{2}}=-r{\dot {\theta }}^{2}\sin \theta +r{\ddot {\theta }}\cos \theta } … (2-iv)
が得られる。{\displaystyle {\ddot {\theta }}} のことを角加速度という。
{\displaystyle \mathbf {a} =({\ddot {x}},{\ddot {y}})}なので、
{\displaystyle \mathbf {a} =-r{\dot {\theta }}^{2}(\cos \theta ,\sin \theta )+r{\ddot {\theta }}(-\sin \theta ,\cos \theta )}… (2-v)
とまとめることができ、さらに(1-i)(2-i)を用いれば
{\displaystyle \mathbf {a} =-{\dot {\theta }}^{2}\mathbf {r} +{\frac {\ddot {\theta }}{\dot {\theta }}}\mathbf {v} }… (2-vi)
と求めることができる。
よって、向心方向・接線方向のそれぞれの大きさは
{\displaystyle {\begin{cases}a_{r}=r{\dot {\theta }}^{2}\\a_{\theta }=r|{\ddot {\theta }}|\end{cases}}} … (2-vii)
である。
尚、向心方向の大きさについては、円の外側に向かう向きを正にとっているので注意されたい。